# Apamea taiwana
Apamea taiwana là một loài bướm đêm trong họ Noctuidae.

## Hình ảnh

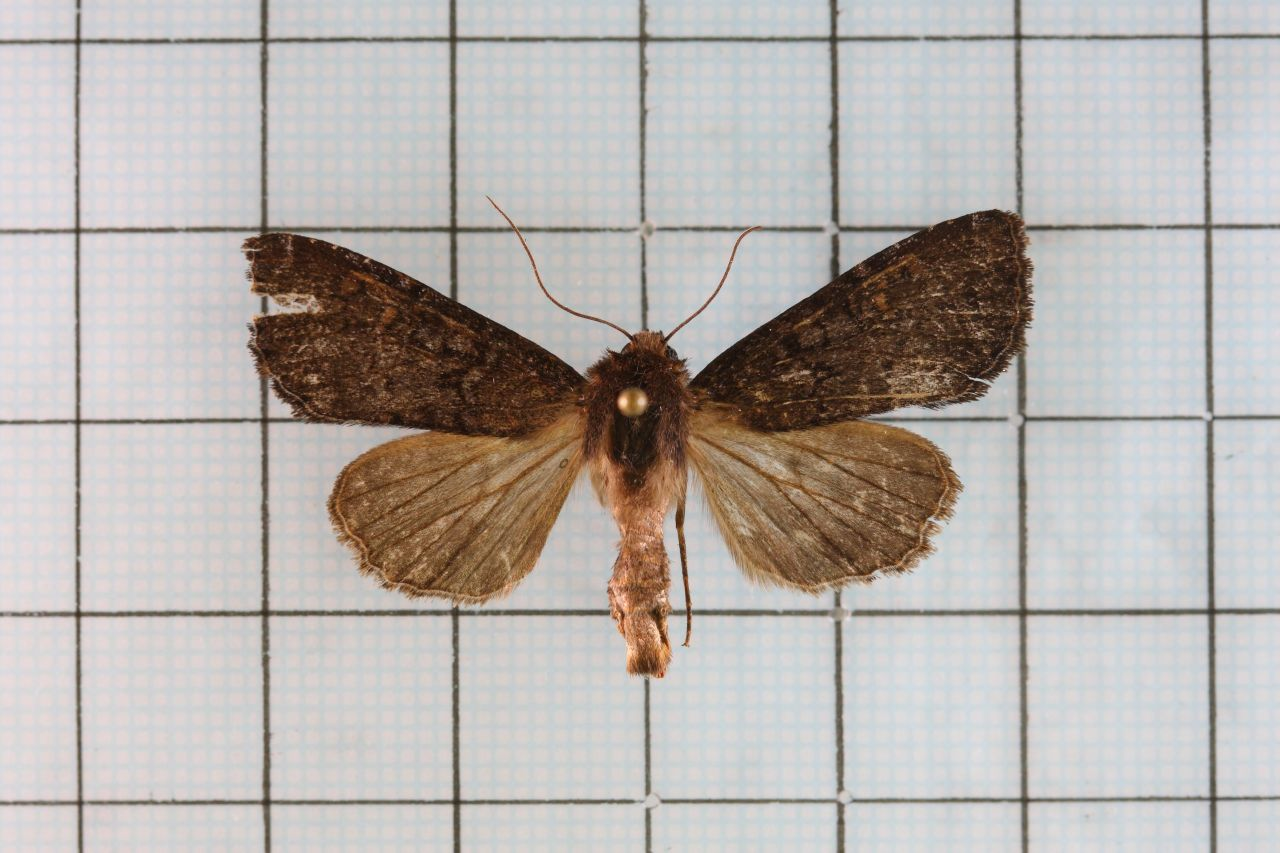